# Wapengilden van Brussel

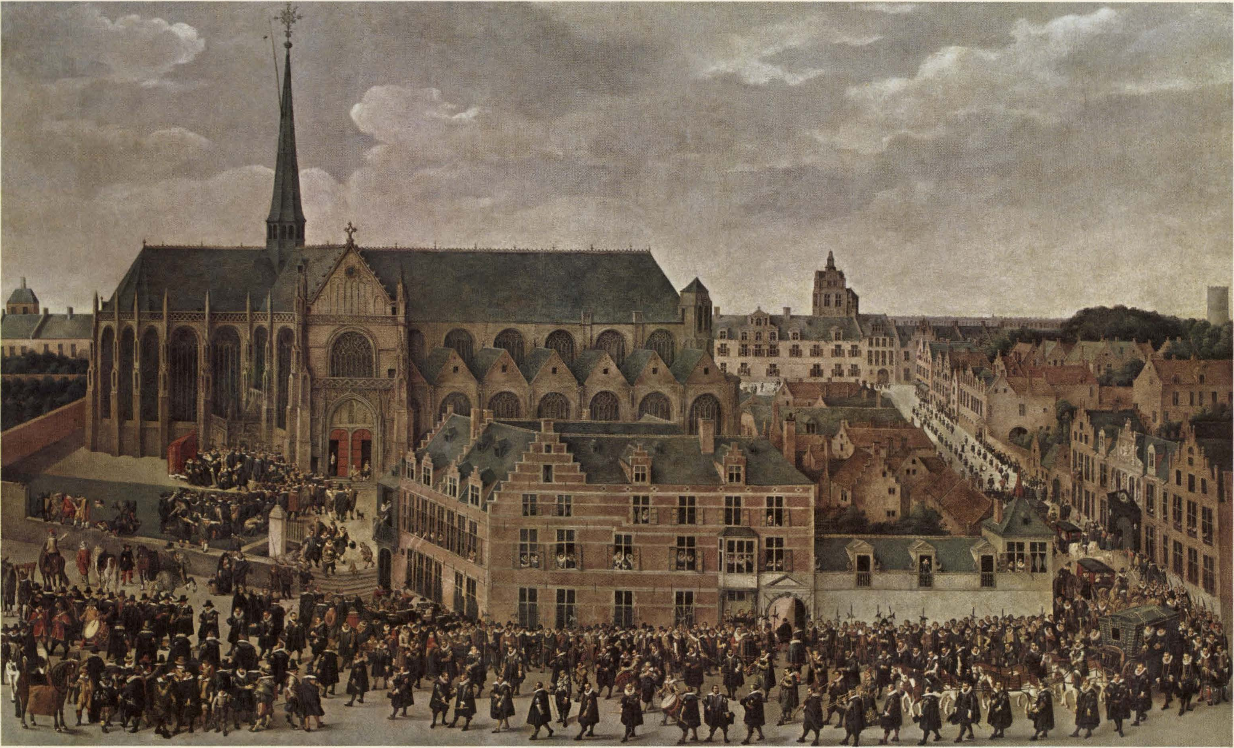
Aartshertogin Isabella schiet de gaai af op het feest van de Grote Voetbooggilde (17e-eeuws schilderij uit het atelier van Antoon Sallaert in het Kasteel van Gaasbeek)

Tijdens het ancien régime kende Brussel verschillende wapengilden (schutters en schermers). Ze hadden allemaal een altaar in de Zavelkerk.

## Geschiedenis
Kruisboogschutters waren al vroeg aanwezig in het hertogdom Brabant. In 1182 trok de Vlaamse graaf Filips van den Elzas ten strijde tegen koning Filips-Augustus van Frankrijk. Hij kon rekenen op de steun van de Brusselse graaf Hendrik, die tien stedelijke kruisboogschutters in zijn gevolg had.
| |  |  |
| Processie van de schuttersgilden op de Grote Markt tijdens de Ommegang van 1615 (Denis van Alsloot, 1616). De twee delen van dit opgesplitste doek worden bewaard in het Victoria and Albert Museum te Londen. Het bevlagde gebouw is het Broodhuis. |  |  |

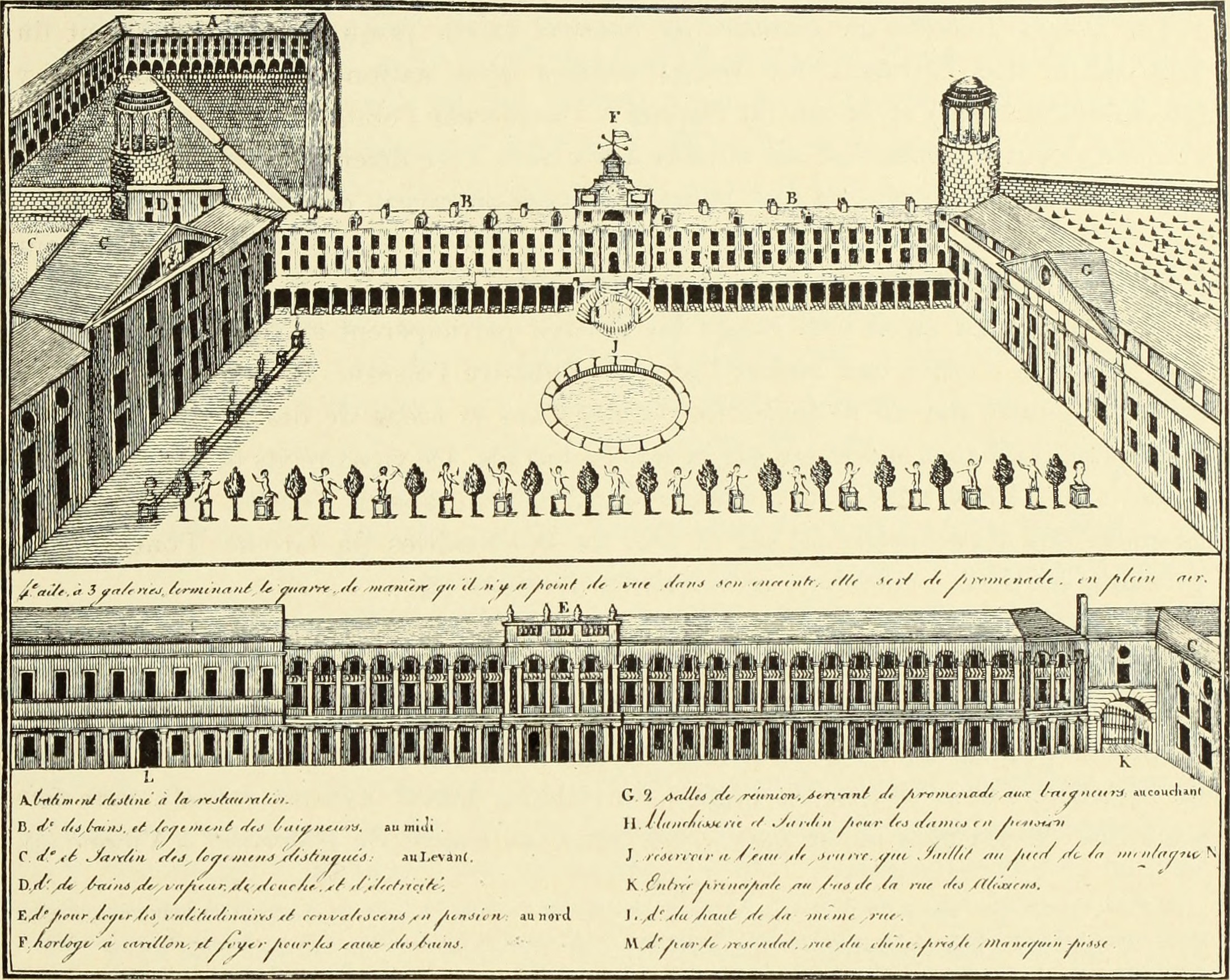
Terrein van de Kleine Voetboog in de Cellebroersstraat

De oudste kruisbooggilde in Brussel was die van Sint-Laureins. Ze werd onder hertog Jan III op non-actief gesteld en later samengevoegd met de Grote Voetbooggilde. Het was een waarschijnlijk een hereniging, aangezien wordt aangenomen dat de Grote Voetbooggilde van Onze-Lieve-Vrouw ontstaan is als een afsplitsing van Sint-Laureins. Hun eerste Schuttershof lag aan de Hondsgracht en hun kapel in de Zavelkerk. Ze organiseerden vanaf 1348 de Ommegang van Brussel en voerden vanaf 1441 de Bliscappen op, een toneelcyclus die veel volk trok. Bij hun papegaaischieting van 15 mei 1615 schoot aartshertogin Isabella persoonlijk de hoofdvogel af. Ze had geen gebruik gemaakt van haar recht om zich door een eliteschutter te laten vervangen. Isabella werd koningin van de gilde en besloot na drie dagen feest om een gift te doen: nieuwe kleren voor de honderd beroepsschutters. Later schonk ze ook het Domus Isabellae. Als dank besliste de Grote Voetboog om tijdens haar leven geen papegaaischietingen meer te houden. Bij haar dood bleef dit zo, uit onvrede met de manier waarop ze ter aarde was besteld.
De kruisboogschutters hadden ook een "kleine gilde", de Voetbooggilde van Sint-Joris (1381).
De Gilde van de Handboog van Sint-Antoon en Sint-Sebastiaan (1422) is ontstaan uit de Grote Gilde, waaruit hun kapitein (hooftman) nog lang werd gekozen. Ze kregen een eerste schuttershof op de Wittevrouwengracht. Hun kapel was in de Sint-Gorikskerk.
De Kolveniersgilde van Sint-Kristoffel (1477) verenigde de haakbusschutters.
Ten slotte was er de Schermersgilde van Sint-Michiel (1480).
De wapengilden hielden de wacht op een drietal belangrijke plaatsen: op de Koudenbergpoort, de Oeverpoort en 's nachts op het Stadhuis.

## Voetnoten
1. ↑  Alexandre Henne en Alphonse Wauters, Histoire de la ville de Bruxelles, vol. II, 1845, p. 535